# Львов, Николай Михайлович
Николай Михайлович Львов (1821—1872) — русский писатель.

## Биография
Родился 20 февраля (по старому стилю) 1821 года в Санкт-Петербурге в дворянской семье. Учился на медицинском, затем на словесном отделении Казанского университета, но курса не окончил.
Перебравшись в середине 1850-х гг. в Петербург, Львов стал сотрудником журналов «Современник» и «Отечественные записки». Его дебютная комедия «Свет не без добрых людей» имела большой успех на сцене. Другие комедии менее удачны.
В 1858 г. редактировал юмористический журнал «Весельчак», где поместил ряд статей о журналистах того времени. В 1858-59 гг. главный редактор художественного журнала «Светопись».
С начала 1860-х гг. отошёл от литературной деятельности и поступил на службу в Виленской губернии. Последние годы жизни Львова были омрачены психическим заболеванием.

## Публикации
- «Свет не без добрых людей»[2]
- «Предубеждение, или не место красит человека, а человек место»[3]
- «Кампания на акциях»